# Myiotheretes
Myiotheretes es un género de aves paseriformes perteneciente a la familia Tyrannidae que agrupa a especies nativas de América del Sur, donde se distribuyen principalmente a lo largo de la cordillera de los Andes, desde el norte de Colombia y Venezuela hasta el noroeste de Argentina. A sus miembros se les conoce por el nombre común de birros y también alinaranjas, atrapamoscas o alas-rufas.

## Etimología
El nombre genérico masculino «Myiotheretes» se compone de las palabras del griego «μυια muia, μυιας muias» que significa ‘mosca’, y «θηρατης thēratēs» que significa ‘cazador’.

## Características
Las aves de este género son tiránidos grandes, que miden entre 19 y 23 cm de longitud, y habitan en altitudes andinas. En general prefieren los ambientes boscosos, a pesar de que la especie más diseminada (M. striaticollis) prefiere terrenos más semiabiertos. Son callados y ninguno es particularmente numeroso. Todas las especies presentan rufo o canela en las alas, que aparece de forma más evidente en vuelo.

## Distribución
Se extienden desde Venezuela, pasando por Colombia, Ecuador, Perú, y Bolivia, hasta el noroeste de la Argentina.

## Lista de especies
Según las clasificaciones del Congreso Ornitológico Internacional y Clements Checklist/eBird, el género agrupa a las siguientes especies, con su respectivo nombre común de acuerdo con la Sociedad Española de Ornitología (SEO):
| Imagen | Nombre científico          | Autor                         | Nombre común         | Estado de conservación | Distribución |
| ------ | -------------------------- | ----------------------------- | -------------------- | ---------------------- | ------------ |
|        | Myiotheretes striaticollis | (P.L. Sclater, 1853)          | birro grande         | LC                     |              |
|        | Myiotheretes pernix        | (Bangs, 1899)                 | birro de Santa Marta | EN                     |              |
|        | Myiotheretes fumigatus     | (Boissonneau, 1840)           | birro ahumado        | LC                     |              |
|        | Myiotheretes fuscorufus    | (P.L. Sclater & Salvin, 1876) | birro ventrirrufo    | LC                     |              |

## Taxonomía
Los amplios estudios genético-moleculares realizados por Tello et al. (2009) descubrieron una cantidad de relaciones novedosas dentro de la familia Tyrannidae que todavía no están reflejadas en la mayoría de las clasificaciones. Siguiendo estos estudios, Ohlson et al. (2013) propusieron dividir Tyrannidae en cinco familias. Según el ordenamiento propuesto, Myiotheretes permanece en Tyrannidae, en una subfamilia Fluvicolinae Swainson, 1832-33, en una nueva tribu Xolmiini Tello, Moyle, Marchese & Cracraft, 2009, junto a Lessonia, Hymenops, Muscisaxicola, Satrapa, Xolmis, Cnemarchus (con Polioxolmis), Knipolegus, Neoxolmis y Agriornis.